# Александрова Людмила Володимирівна
Людми́ла Володи́мирівна Алекса́ндрова (у шлюбі — Пантелеймонова) — український вчитель, композитор, автор музики до романсів «Повій, вітре, на Вкраїну» та «Дивлюсь я на небо». Донька Володимира Александрова.

## Життєпис
Людмила Александрова після закінчення Варшавської консерваторії (у Варшаві служив батько і народився один з її братів — В'ячеслав) працювала в Харкові вчителькою музики.
Вона є автором музики до романсів «Дивлюсь я на небо» (на слова Михайла Петренка) та «Повій, вітре, на Вкраїну» (на слова Степана Руданського).
Пізніше аранжування до романсу «Дивлюсь я на небо» зробив Яків Степовий, а до «Повій, вітре, на Вкраїну» — Владислав Заремба.
У 1872 році романс «Повій, вітре, на Вкраїну» дебютував на сцені в опереті Володимира Александрова «За Немань іду». Романс з нотами був опублікований у низці збірок:
- Народні пісні русинів. — Львів, 1876.
- Народний пісенник з найкращих українських пісень, які тепер найчастіше співаються, з нотами… / Упоряд. В. Александров. — Харків, 1887.
- Збірничок українських пісень з нотами. — Одеса, 1895.